# Stadion Narodowego Uniwersytetu Laosu
Stadion Narodowego Uniwersytetu Laosu – wielofunkcyjny stadion w Wientianie, stolicy Laosu. Obiekt może pomieścić 5000 widzów i należy do Narodowego Uniwersytetu Laosu. Swoje spotkania rozgrywają na nim piłkarze klubu NUOL FC.
W grudniu 2009 roku obiekt był jedną z aren turnieju piłki nożnej kobiet podczas 25. edycji Igrzysk Azji Południowo-Wschodniej. Rozegrano na nim 8 z 10 spotkań fazy grupowej tych zawodów.